# 箱根温泉
箱根温泉（はこねおんせん）は、神奈川県足柄下郡箱根町にある、温泉の総称である。付近は富士箱根伊豆国立公園に指定されている。
旧相模国の時代から湧出してきた温泉群に加えて、新たに掘削などによって開発された温泉も含まれる。この結果、箱根火山の麓から中腹まで、温泉街が点在している。

## 歴史

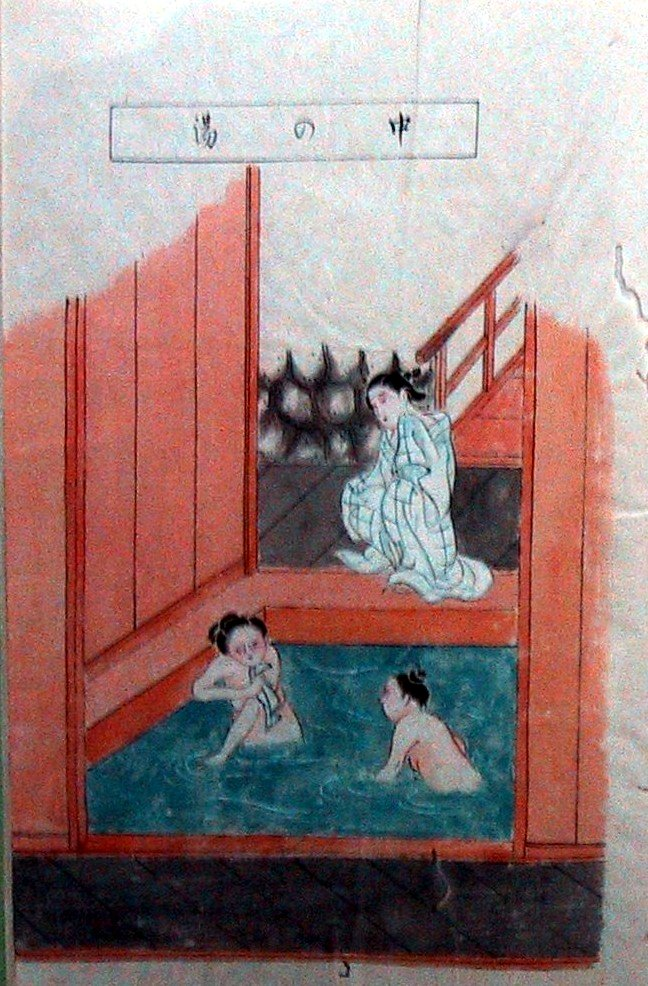
1811年に発行されたガイドブックの挿絵。

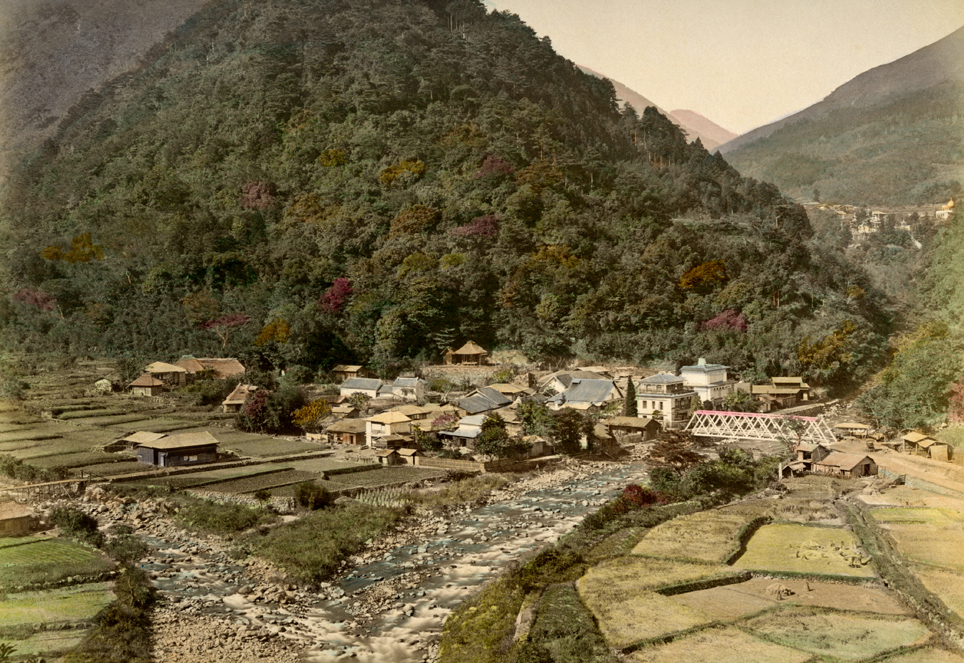
1890年の箱根湯本温泉。

開湯は738年（奈良時代の天平10年）とされ、釈浄定坊が発見した「惣湯」が湯元とされる。この源泉は現在も使用されている。
箱根温泉が知られるようになったのは、豊臣秀吉の小田原征伐がきっかけである。広大な小田原城を攻めるため、各地から武士を集め長期滞陣したが、その無聊を慰めるため温泉を利用したといわれている。
江戸時代には五街道の1つである東海道に沿った温泉として繁栄し、「箱根七湯」として知られた。この頃の箱根七湯は、湯本、塔之沢、堂ヶ島、宮ノ下、底倉、木賀、芦之湯だった。開湯は古いものの、東海道から大きく外れていた姥子の湯は外された。ただし、これも加えて「箱根八湯」と呼ぶ場合もあった。徳川家光、徳川綱吉の時代には、将軍への献上湯も度々行われている。なお、江戸時代の温泉番付では、芦之湯温泉が前頭上位であった。
明治以後、箱根は保養地、観光地としての開発が進んだ。1873年には宮ノ下に皇后の行啓もあった。1919年には小田原電気鉄道（のちの箱根登山電車）が山上まで達し、さらに太平洋戦争終戦後まもなく小田急電鉄が箱根湯本駅まで乗り入れ、東京方面からのアクセスが便利になった。直通運転開始後は、西武鉄道グループと小田急グループの箱根山戦争の舞台して乗客の誘致合戦が行われた結果、多くの観光客が訪れた。また新たな源泉の掘削開発も行われ、歴史ある「箱根八湯」に加え、明治以降に開かれた大平台、小涌谷、二ノ平、強羅、宮城野、仙石原、湯ノ花沢、芦ノ湖、蛸川の9つの温泉を合わせて「箱根十七湯」と称した。さらに早雲山、大涌谷、湖尻の3か所を加えて「箱根二十湯」と称する場合もあった。
箱根町内には、かつて温泉が引かれ、入浴をカリキュラムに組み入れた町立温泉小学校があった。一般の温泉と同じように全裸で入浴し、低学年では男女混浴の場合もあったが、2008年3月を以って廃校となった。
2004年に、マスコミで温泉偽装問題が大きく取り上げられ、造成温泉を「天然」と表示したり、水道水に鉱石を通すだけで温泉と表示した旅館があると報じられ、問題になった。さらに箱根町の職員が従来は問題にされなかったことだと開き直った結果、騒動は大きくなった。なお、その「温泉を作る施設」は、2005年には台風11号により、湯の花沢地区の造成温泉施設に被害が発生した。配湯できない旅館向けに、別源泉からの引湯および温泉スタンドが設置され、源泉販売が行われた。
2015年4月26日から箱根山で火山性地震が増加し、5月6日に箱根山が気象庁により噴火警戒レベル2に引き上げられた。これを受けて、箱根温泉付近の観光業に深刻な影響が出始めた。特に、 立ち入り規制の対象となった大涌谷周辺の温泉と、そこから温泉の供給を受ける温泉への影響が大きく、仙石原温泉の業者の1人は、6月の始めから宿泊予約が激減したことを「死活問題」と語った。また、箱根湯本駅前から観光客が消え、タクシー運転手の1人が「商売にならない」と語った。大湧谷周辺の規制地域から離れた地域にも影響が及び、「元祖箱根温泉まんじゅう」を販売する丸嶋本店は、売り上げが以前の4割にまで減ったという。強羅温泉でも、業者の1人が、火山活動を理由に宿泊予約をキャンセルされた件数が1か月で「2割程度」と語り、「灰が降っていますか」という問い合わせもあったという。
こうした状況を打開するため、箱根温泉旅館協同組合が、2015年6月に、5000円で購入し箱根町内で1万円分の宿泊券として利用できる「箱ぴたプレミアムクーポン」を発売した結果、1200枚を5日で完売した。このクーポンは、国の地方創生交付金を活用したもので、当初は神奈川県が企画して実現したものだった。火山活動の観光への影響が懸念される中で実績を残したことについて、組合では「火山活動により箱根が話題となったことで、むしろ関心を引くことになったのではないか」とコメントした。ただし、このクーポンについては地元の旅館に詳しい説明がない状態で販売が開始され、旅館側から組合に問い合わせて「初めて内容がわかった」という事態も発生し、県と地元の業者との連携不足も露呈した。

## 箱根七湯

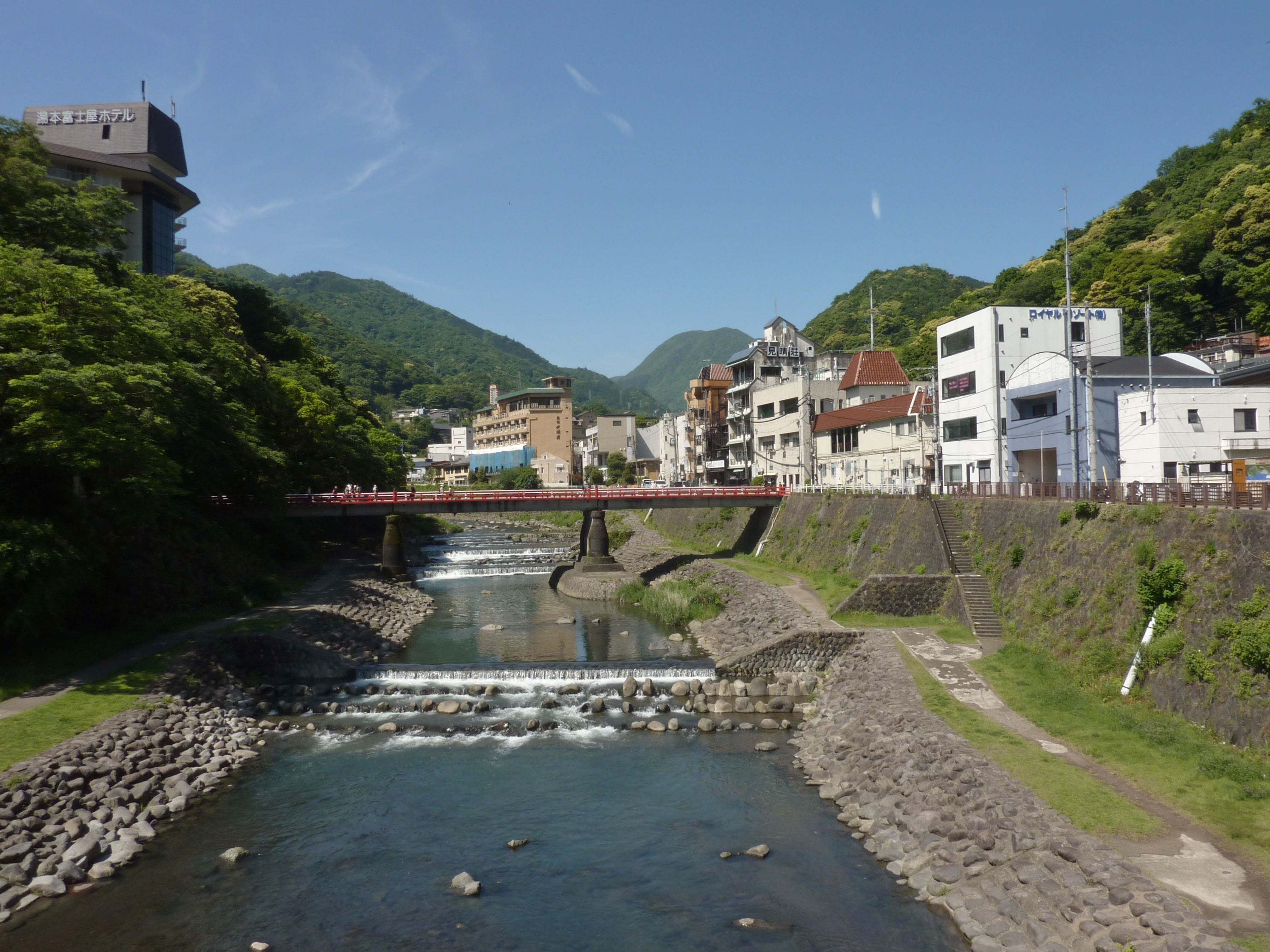
箱根湯本温泉

### 箱根湯本温泉
箱根湯本温泉は、箱根の玄関口に当たる北緯35度13分50秒 東経139度6分0秒 / 北緯35.23056度 東経139.10000度に湧出する。小田急箱根箱根湯本駅が最寄り駅である。泉質は単純泉・アルカリ性単純泉で、30〜80 ℃と源泉温度に幅が見られる。箱根で一番大きい温泉街で共同浴場も多い。

### 塔之沢温泉
塔之沢温泉は、箱根湯本温泉の奥、北緯35度13分58秒 東経139度5分36秒 / 北緯35.23278度 東経139.09333度に湧出する。小田急箱根塔ノ沢駅が最寄り駅である。泉質は単純泉・アルカリ性単純泉である。

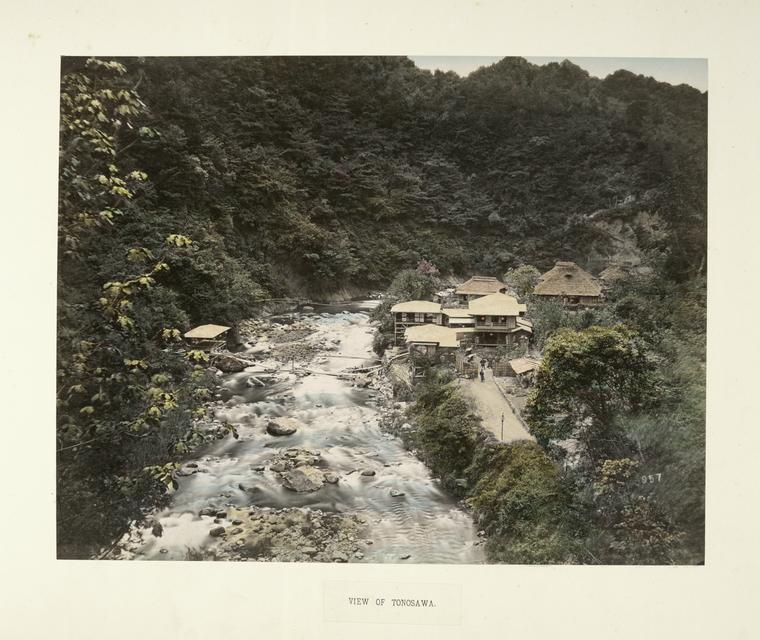
明治時代の塔ノ沢温泉

皇女和宮や天璋院ゆかりの温泉でもある。伝承では、塔ノ峰山中の岩屋で修行していた弾誓（浄土宗の僧）が1604年（慶長9年）に温泉を発見し、病人の療養に使ったとも、長興山紹太寺の雲谷和尚が、早川の流れの中に湧いている温泉を発見したともいわれる。

### 宮ノ下温泉
宮ノ下温泉は、北緯35度14分39秒 東経139度3分32秒 / 北緯35.24417度 東経139.05889度に湧出する。小田急箱根宮ノ下駅が最寄り駅である。数々の著名人が宿泊した富士屋ホテルがあることで知られる。泉質は、ナトリウム・塩化物泉である。

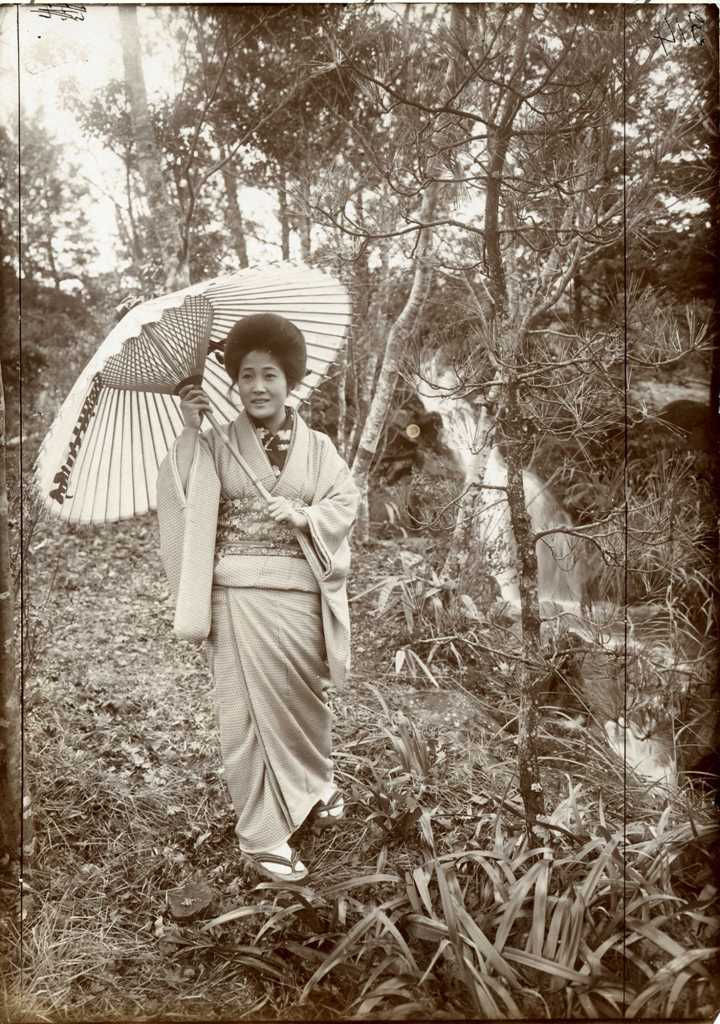
宮ノ下温泉。明治時代

なお、共同浴場の「太閤湯」があるものの、場所は宮ノ下ながら、その泉源は底倉からの引湯である。

### 底倉温泉
底倉温泉は、北緯35度14分38.5秒 東経139度3分24.5秒 / 北緯35.244028度 東経139.056806度と宮ノ下温泉に近い。豊臣秀吉が掘らせたといわれる太閤石風呂がある。泉質は、ナトリウム・塩化物泉である。

### 堂ヶ島温泉
堂ヶ島温泉は、宮ノ下付近の国道1号から早川渓谷へと下った谷底、北緯35度14分41秒 東経139度3分45秒 / 北緯35.24472度 東経139.06250度に湧出している。伝説によれば、夢窓疎石が開いたとされる温泉場である。現在ある2軒の宿では、それぞれ私設のモノレール式ケーブルカー、ロープウェイを利用する。

### 木賀温泉
木賀温泉は、北緯35度14分41秒 東経139度3分17秒 / 北緯35.24472度 東経139.05472度と宮ノ下温泉に近く、箱根七湯の中で2番目に長い歴史を持つ。

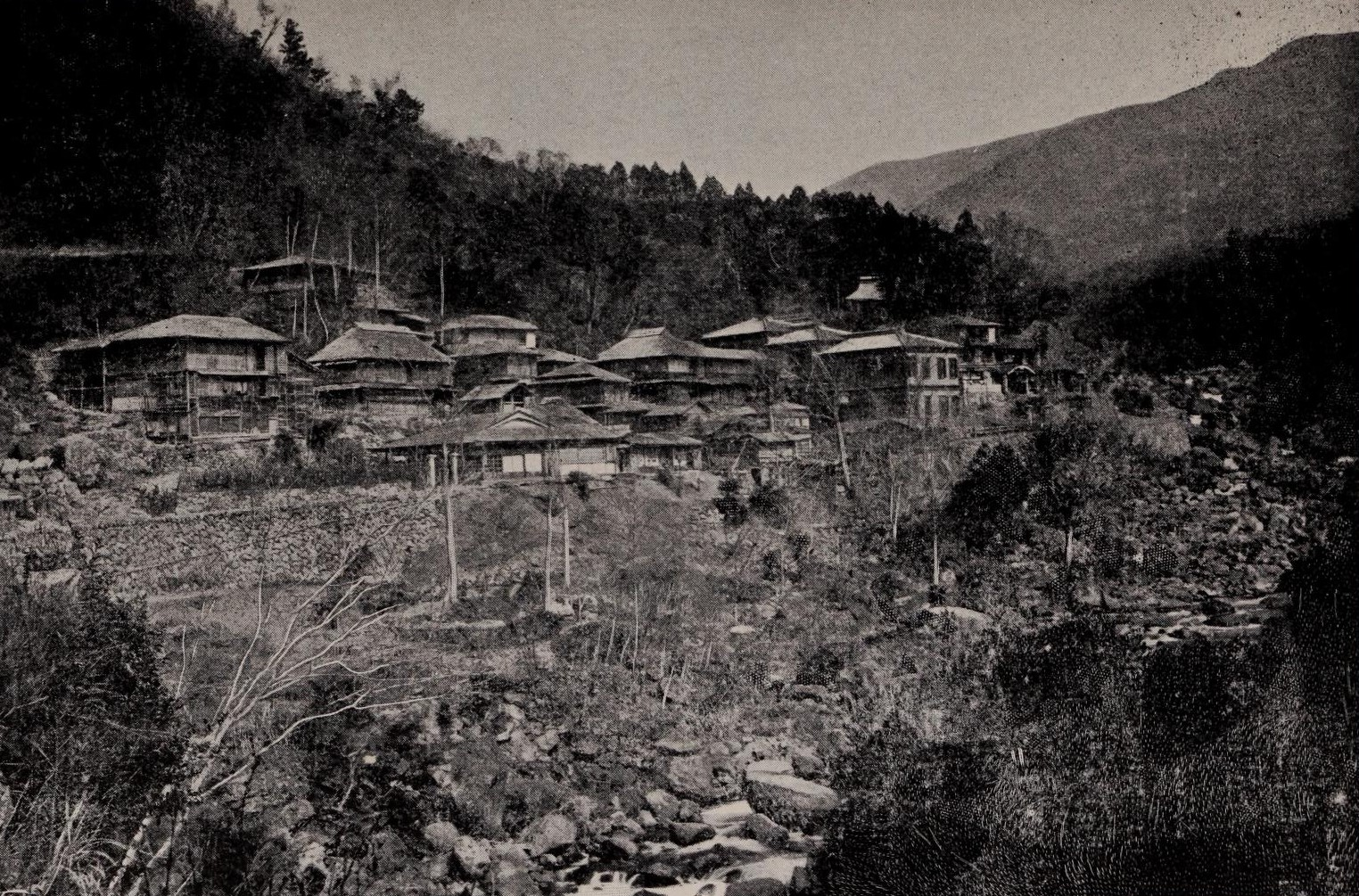
明治時代の木賀温泉

開湯は平安時代末期〜鎌倉時代初期とされる。治承・寿永の乱の折、源頼朝の家人であった木賀善司吉成が合戦の折負傷し、箱根の山中に分け入ると、白狐が現れ、吉成を温泉に導いたとの伝説が残る。その湯で傷を癒した吉成は合戦に戻り、合戦後その地の地頭の任に就いた吉成により地名が木賀とされ、木賀温泉の名称がついたという。吉成を導いた白狐は吉成の妻となり、死後、白狐稲荷として奉られたとされる。
歴史上の史料においては、戦国時代に「宮城野湯」の名前で登場し、当時この辺りを支配していた小田原北条氏の直轄する温泉場であったことが判明した。さらに、江戸時代には温泉奉行が置かれ、徳川家への献上湯として利用された。
その後、子宝の湯として広く知られるようになったものの、1892年春に火災に見舞われ、火災後に浴舎を再築する者がなく、亀屋を筆頭に栄えた木賀温泉も大火を契機に衰微の途をたどった。
一時は幻の温泉地と化した木賀温泉だが、2022年現在では木賀温泉の源泉を使用した宿や保養所がいくつか存在する。
源泉総数は10、泉質は単純泉、アルカリ性単純泉、塩化物泉、塩化物・炭酸水素泉（含土類弱食塩泉）である。

### 芦之湯温泉
芦之湯温泉は、北緯35度13分17秒 東経139度2分31秒 / 北緯35.22139度 東経139.04194度と、国道1号最高所付近にあり、箱根七湯の中では最も標高が高い。
開湯は鎌倉時代とされる。単純硫黄泉ながら、コロイド硫黄のアルカリ性のお湯で、硫黄系の濁り湯としては珍しい泉質である。古くは江戸時代から文人墨客が、この地を訪れてきた。
2015年5月1日に、国民保養温泉地に指定された。

## 箱根八湯
箱根七湯に次の温泉を加えて、箱根八湯と称する。

### 姥子温泉
姥子温泉は、江戸時代の東海道の街道筋から外れた、神山の北西に当たる北緯35度14分35秒 東経139度0分34秒 / 北緯35.24306度 東経139.00944度に湧出しており、箱根七湯から外された。
開湯は約800年前とされる。伝説によれば、金太郎こと坂田金時が、母親である山姥（乳母とも）に連れられて、この地で眼の傷を癒したと伝えられ、温泉名はこの伝承に由来する。そして、このために、眼病への効能で知られる。
なお、泉質は単純温泉、カルシウム-硫酸塩泉、ナトリウム-硫酸塩泉と、硫酸塩泉が目立つ。

## 箱根十七湯
箱根八湯に次の9つの温泉を加えて、箱根十七湯と称する。

### 小涌谷温泉

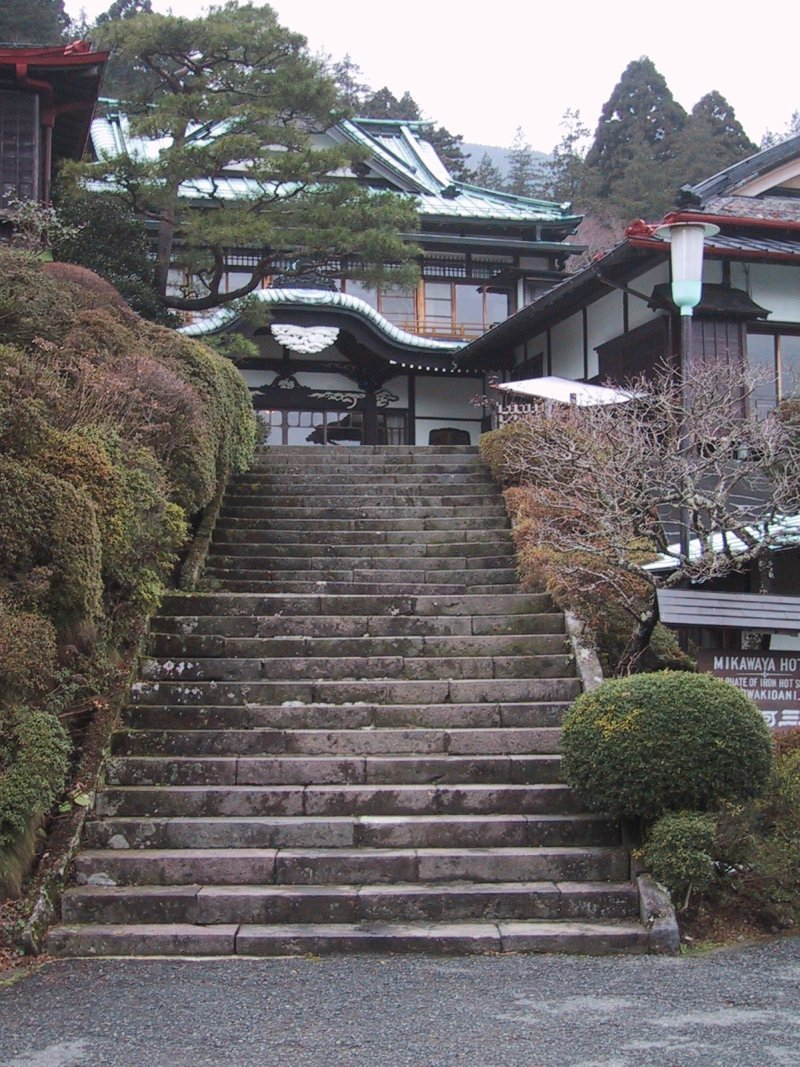
小涌谷温泉の温泉旅館。

小涌谷温泉は、北緯35度14分13秒 東経139度2分48秒 / 北緯35.23694度 東経139.04667度にあり、小田急箱根小涌谷駅が最寄駅である。古来「小地獄」と呼ばれていたが、明治天皇の行幸に際して改名した。1877年頃より温泉地としての開発が始まった。泉質は単純泉・アルカリ性単純泉である。

### 強羅温泉
強羅温泉は、北緯35度14分58秒 東経139度2分53秒 / 北緯35.24944度 東経139.04806度にあり、小田急箱根強羅駅が最寄り駅である。
1894年に早雲山からの引湯により開発が始まった。明治末期から開発が本格化した。強羅公園が造営され、登山鉄道が開通した大正年間には、日本の政財界人や文人らが、この地に別荘を建てた。1952年以降に、多くの源泉が掘削され、源泉ごとに泉質は多様である。別荘から転じた保養所や、旅館が建ち並び、周辺には美術館も多い。2015年4月に、旅館「強羅天翠」が重油を流出させ、近隣の早川などが汚染された。

### 大平台温泉
大平台温泉は、北緯35度14分15秒 東経139度4分23秒 / 北緯35.23750度 東経139.07306度にあり、小田急箱根大平台駅が最寄り駅である。
開湯は1951年で、泉質は食塩泉である。共同浴場「姫の湯」がある。また、名水として知られる「姫の水」が湧いている。付近は箱根におけるサクラとアジサイの名所として知られるが、地形的関係上国道1号線からそれを確認することは難しい。

### 宮城野温泉
宮城野温泉は、宮ノ下から木賀を経てさらに登り、早川を渡った対岸の北緯35度15分17.5秒 東経139度2分55秒 / 北緯35.254861度 東経139.04861度にある。
開湯は1960年で、箱根町営「宮城野温泉会館」ほか、幾つかの日帰り温泉施設が存在する。

### 二ノ平温泉
二ノ平温泉は、北緯35度14分33.5秒 東経139度2分58.3秒 / 北緯35.242639度 東経139.049528度付近に位置し、小田急箱根彫刻の森駅が最寄り駅である。
開湯は1963年で、共同浴場「亀の湯」がある。

### 仙石原温泉
仙石原温泉は、北緯35度15分49秒 東経139度0分54秒 / 北緯35.26361度 東経139.01500度にある。
標高700 m前後の草原にホテルやペンションや保養所が点在する。ただし、大涌谷や姥子からの引湯を利用する施設も多い。

### 湯ノ花沢温泉
湯ノ花沢温泉は、駒ヶ岳の中腹、北緯35度13分32秒 東経139度2分17秒 / 北緯35.22556度 東経139.03806度にある。標高950 mと、箱根十七湯の中で最も高所にある。その名の通り、自然湧泉から生じる「湯の花」が一面に広がる沢がある。1890年頃から自然湧泉を利用した露天風呂が作られるようになった。しかし現在は、火山性蒸気を温泉に変えて周辺地域に引湯するのみで、自然湧泉は利用されていない。

### 芦ノ湖温泉
芦ノ湖温泉は、芦ノ湖畔の元箱根の北緯35度12分9秒 東経139度1分52秒 / 北緯35.20250度 東経139.03111度にある。関所や遊覧船乗り場に近い。
開湯は1966年で、湯ノ花沢温泉からの引湯で誕生した温泉である。しかし、現在は自家源泉を持つ施設も見られ、泉質は、単純温泉、単純硫黄温泉などである。

### 蛸川温泉
蛸川温泉は、箱根十七湯の中では最も新しく、1987年の開湯である。
北緯35度12分38秒 東経139度0分40秒 / 北緯35.21056度 東経139.01111度付近にあり、当初は芦ノ湖温泉と合わせて元箱根温泉と呼ばれたが、1993年に分離独立して17番目の湯とされた。単純温泉、カルシウム-硫酸塩泉。芦ノ湖に面して「ザ・プリンス 箱根」や「龍宮殿」を擁する「箱根園」がある。

## 箱根二十湯
箱根十七湯に次の3つの温泉を加えて、箱根二十湯と称する。

### 大涌谷温泉
大涌谷温泉は、北緯35度14分33秒 東経139度1分10秒 / 北緯35.24250度 東経139.01944度にあり、小田急箱根大涌谷駅が最寄りである。

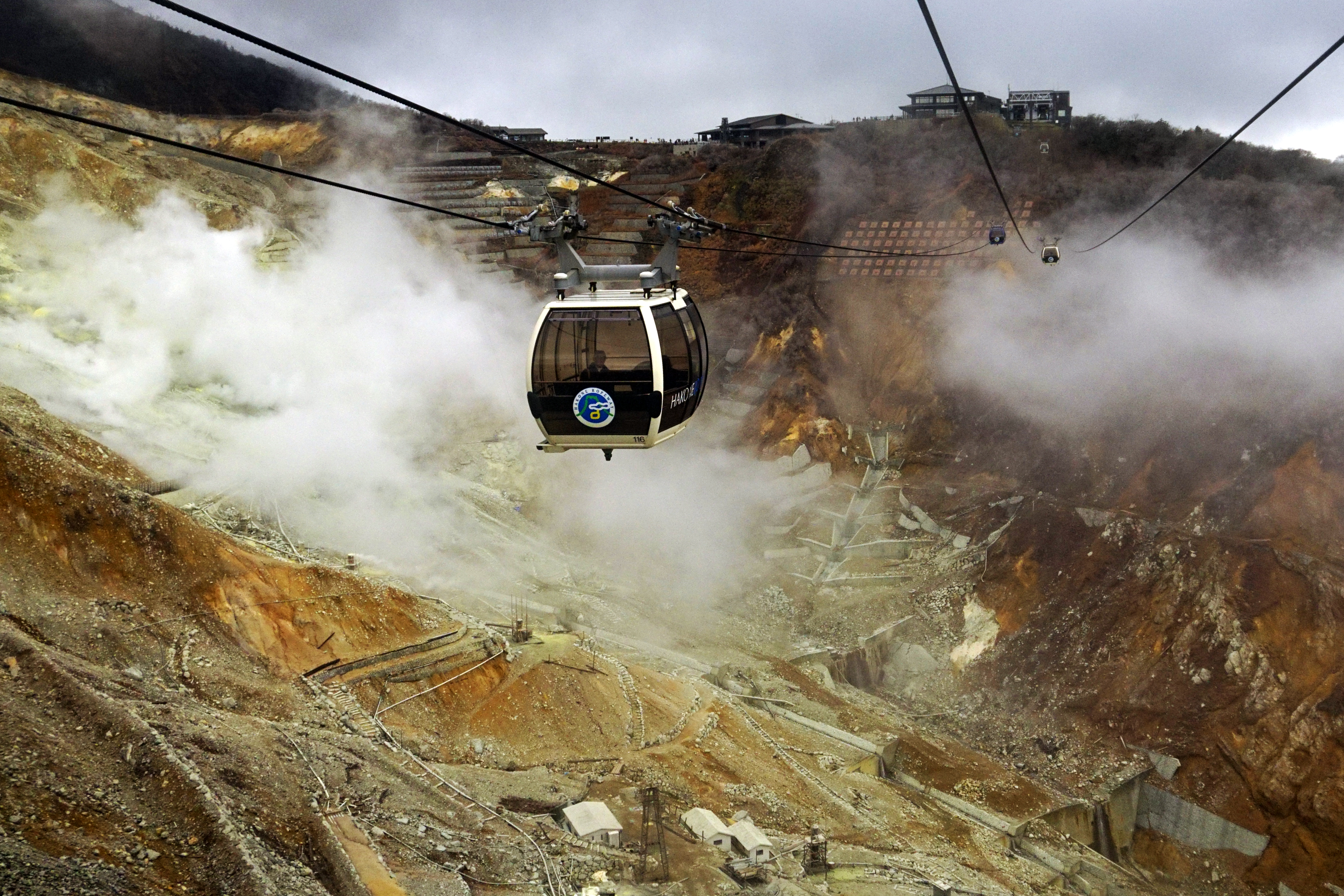
箱根ロープウェイから撮影した大涌谷。

泉質は酸性の硫酸塩・塩化物泉だが、この温泉は造成温泉であり、大涌谷で自噴する温泉と、火山性蒸気に仙石原の地下水である山清水を吹き当て造成した温泉を混合している。
1930年に温泉の製造と配湯を目的とした箱根温泉供給会社が設立され、泉源がなく温泉を提供できなかった仙石原や強羅の旅館やホテルなどに広く配湯されるようになった。箱根温泉供給会社によると2015年5月の火山活動活発化前の供給湯量は、1日約4000 tから4500 tであったものの、その後はメンテナンスの滞りによって湯量が1日3600 tに減少したという。

### 湖尻温泉
湖尻温泉は、小田急箱根桃源台駅周辺の芦ノ湖の北の湖畔の北緯35度14分28秒 東経138度59分31秒 / 北緯35.24111度 東経138.99194度にある。
1960年代以降に新たに開発された。

### 早雲山温泉
早雲山温泉は、北緯35度14分41秒 東経139度2分7秒 / 北緯35.24472度 東経139.03528度、大雄山最乗寺箱根別院内にある。小田急箱根早雲山駅が最寄り。
泉質はカルシウム・マグネシウム・ナトリウム-硫酸塩泉。